# プロムナーデたかのはら
プロムナーデたかのはらは、近鉄高の原駅近くにある商業施設。医院・理容室・美容室・学習塾からなる。

## 概要
2001年6月開業。同じ関西文化学術研究都市センター(株)が運営するサンタウン高の原、サンタウンひまわり館にはない業種のテナントが中心であった。なお、1階テナントは相次いで閉店し、「高の原ケンコー薬局」とケーキ店「パルファン」は現在は「京進の中学・高校受験TOPΣ 高の原校」に、また、「テレ・アンド・テクノミヤコ高の原店」は現在は「ブレス 高の原店」になっている。

## テナント
- ブレス 高の原店
- スクール・ワン
- 京進の中学・高校受験TOPΣ 高の原校
- ハート歯科クリニック
- いがらし整形外科
- 能開の個別指導 Axis 高の原校